# Robert Fleßers
Robert Fleßers (Viersen, 11 febbraio 1987) è un ex calciatore tedesco, di ruolo difensore.

## Carriera
Cresciuto nelle giovanili del FC Viersen, viene notato dagli osservatori del Borussia Mönchengladbach che gli offrono un contratto da professionista. Esordisce in Bundesliga il 22 aprile 2006 nel pareggio per 2-2 contro l'Hertha Berlino ma nei due anni successivi viene principalmente impiegato nella squadra riserve in Regionalliga.
Nel 2008 passa al Magonza in Zweite Bundesliga, dove però ottiene solo 2 presenze in prima squadra e 22 nella squadra riserve. Visto il suo scarso utilizzo nel 2009 cambia di nuovo squadra, scendendo ancora di categoria: passa al FC Ingolstadt 04 in 3. Liga.

## Nazionale
Fleßers ha vestito la maglia di numerose nazionali giovanili tedesche.

## Palmarès

### Club

#### Competizioni nazionali
- 2. Fußball-Bundesliga: 1

Borussia Mönchengladbach: 2007-2008